# Ginai
Ginai é uma comuna francesa na região administrativa da Normandia, no departamento Orne. Estende-se por uma área de 9,14 km². Em 2010 a comuna tinha 77 habitantes (densidade: 8,4 hab./km²).